# Microgaster godzilla
Microgaster godzilla — вид паразитичних ос родини браконід (Braconidae). Описаний у 2020 році.

## Назва
Вид названо на честь вигаданого чудовиська Ґодзілли.

## Поширення
Ендемік Японії. Виявлений у префектурах Осака і Кіото.

## Спосіб життя
Паразитоїд водних личинок метеликів Elophila turbata (Crambidae). Самиця шукає личинок, літаючи над плаваючими рослинами, але іноді пірнаючи під воду на кілька секунд.